# Hittisau
Hittisau is een gemeente in de Oostenrijkse deelstaat Vorarlberg, gelegen in het district Bregenz (B). De gemeente heeft 1.855 inwoners.

## Geografie

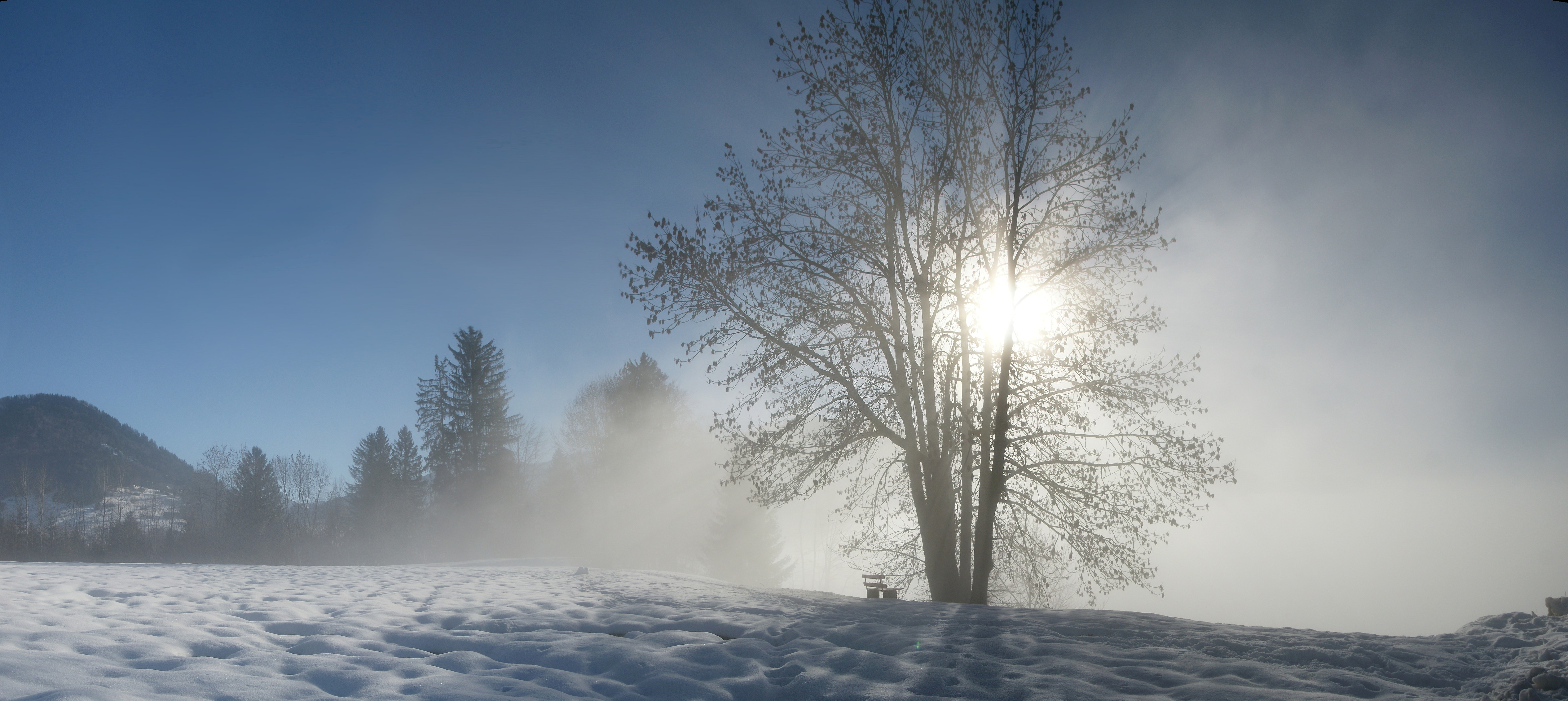
Am Sonnenrain in Hittisau

Hittisau heeft een oppervlakte van 46,65 km². Het ligt in het Bregenzerwald in het westen van het land.

## Geschiedenis
In 1249 werd van "Hittinsowe" voor het eerst in een orkonde melding gemaakt. In 1754 telde Hittisau 1000 inwoners, in 1850 waren er 2087 Hittisauers. In 1908 kwam er elektriciteit naar de gemeente. In 1929 werd het waterleidingbedrijf gebouwd.

## Cultuur en bezienswaardigheden

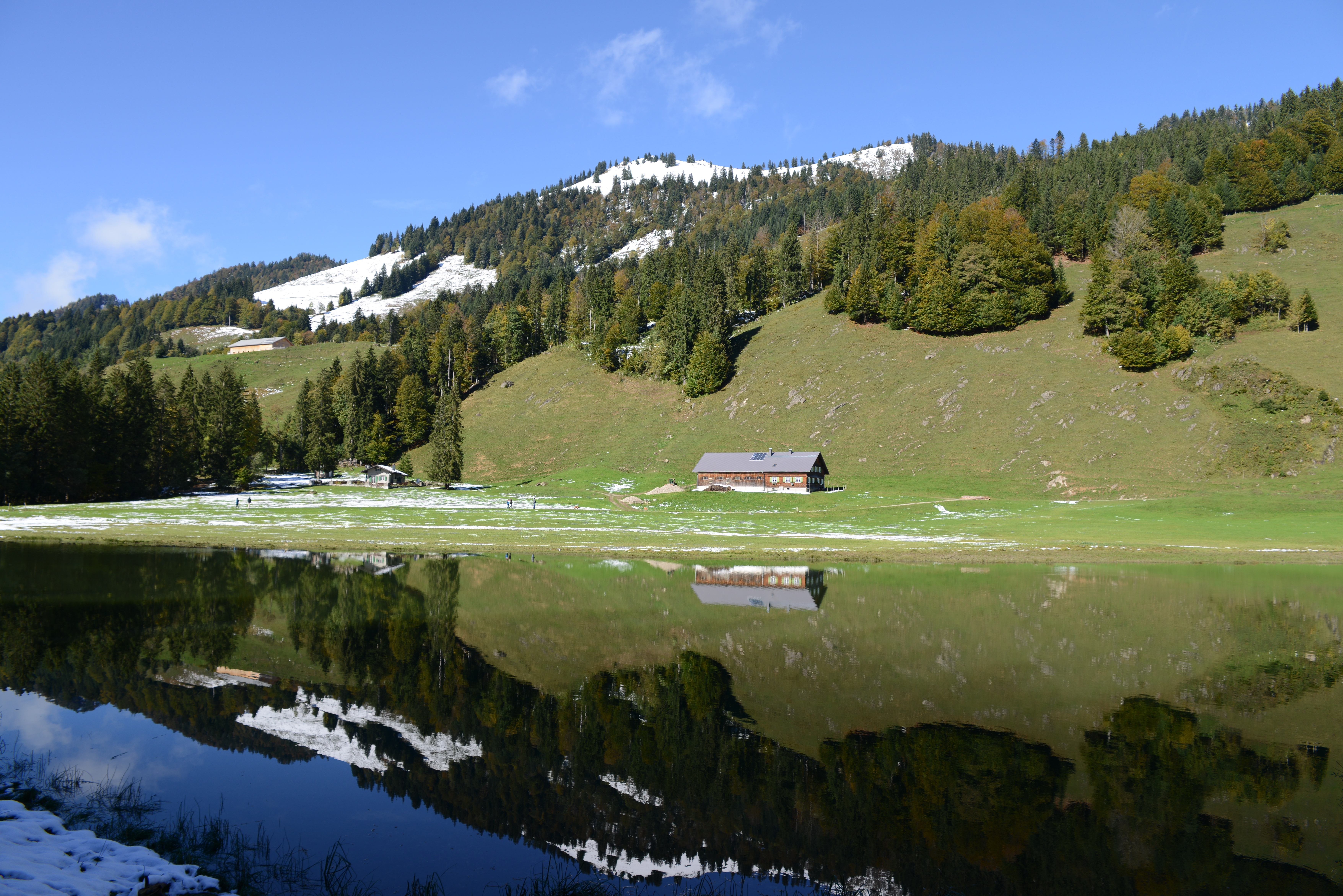
Leckner See (Hittisau)

De parochiekerk Hl. Drei Könige werd van 1843 tot 1845 gebouwd. De kunstenaar Josef Bucher schilderte rond 1850 het doek (van de drie koningen) voor het hoogaltar. Christian Moosbrugger droeg veel bij aan de beeldhouwkunst van de kerk. Het orgel werd in 1868 door de Rankweiler orgelmaker Alois Schönach gebouwd.
In 1977 werd de Sennerei Hittisau (kaasmakerij Hittisau) gesticht. De kaasmakerij concentreerde zich vooral op de productie van Emmental. Sinds de EU-lidmaatschap in 1995 richt zich de productie op de Hittisauer Bergkäse. Vandaag is de kaasmakerij in Hittisau met rond 5 miljoen kilogram melklevering per jaar een van de grootsten in het Bregenzerwald, ze produceert kaas nog op de traditionele Vorarlbergse manier. De kaasmakerij maakt deel uit van de KäseStraße Bregenzerwald. Het Alpsennereimuseum, tevens in Hittisau, informeert over de alpiene kaasmakerij die er al sinds eeuwen wordt bedreven.
Het Frauenmuseum in Hittisau werd in 2000 geopend. Het is het enige museum in Oostenrijk diens doel het is om zowel vrouwelijke vertegenwoordigers van kunst en cultuur als ook verhalen van vrouwen zichtbaar te maken en te documenteren.